# 這樣的我
《這樣的我》是台灣歌手李翊君發行的第五張音樂專輯，是李翊君進入上華唱片後所發行的首張個人專輯，銷售量逾10白金。《風中的承諾》為電影《英雄本色3》的片尾曲，翻唱自東洋歌曲，由呂國樑重新填詞，在KTV創下了點唱率前3名的成績。

## 曲目
1. 風中的承諾
2. 這樣的我
3. 情是一張變色的秋葉
4. 百分之百的必須
5. 說聲珍重
6. 擁抱自己的痛
7. 只是經過
8. 太陽雨
9. 風無情雨無情
10. 封殺你